# Cratere Fet
Fet è un cratere d'impatto presente sulla superficie di Mercurio, a 4,81° di latitudine sud e 180,16° di longitudine ovest. Il suo diametro è pari a 79 km.
Il cratere è stato battezzato dall'Unione Astronomica Internazionale in onore del poeta russo Afanasij Afanas'evič Fet-Šenšin.